# 兵庫ブレイバーズ
兵庫ブレイバーズ（ひょうごブレイバーズ、英: Hyogo Bravers）は、日本のプロ野球球団である。兵庫県三田市の城山公園野球場を拠点に、関西独立リーグ（さわかみ関西独立リーグ）に所属している。

## 概要
プロ野球独立リーグ・旧関西独立リーグに所属していた神戸9クルーズの後継球団として設立。本拠地は兵庫県三田市。旧関西独立リーグに2011年より参入し、2013年シーズン終了後に旧関西独立リーグを脱退。2014年からは06BULLS（現・大阪ゼロロクブルズ）とともに設立した関西独立リーグ (2代目)（さわかみ関西独立リーグ）に加盟している。2020年までの名称は兵庫ブルーサンダーズ（ひょうごブルーサンダーズ、英: Hyogo Blue Sandars）、2021年11月までの名称は神戸三田ブレイバーズ（こうべさんだブレイバーズ、英: Kobe Sanda Bravers）。チーム運営は2011年3月設立の特定非営利活動法人「三田・だ・エスペランサ」がおこなっていたが、2020年3月「三田・だ・エスペランサ」の解散に伴い、一般社団法人「兵庫ブルーサンダーズ」の運営に移行した。選手の待遇は関西独立リーグ（初代および2代目）の他球団同様、無給であり、選手はアルバイト等をしながらチームの活動に参加している。運営法人名は2023年9月から、球団名と同じ「一般社団法人兵庫ブレイバーズ」に変更された。しかしその3か月後の12月1日に、株式会社化に伴い運営法人名は「株式会社ヒーロー・インタヴュー」に再度変更された。

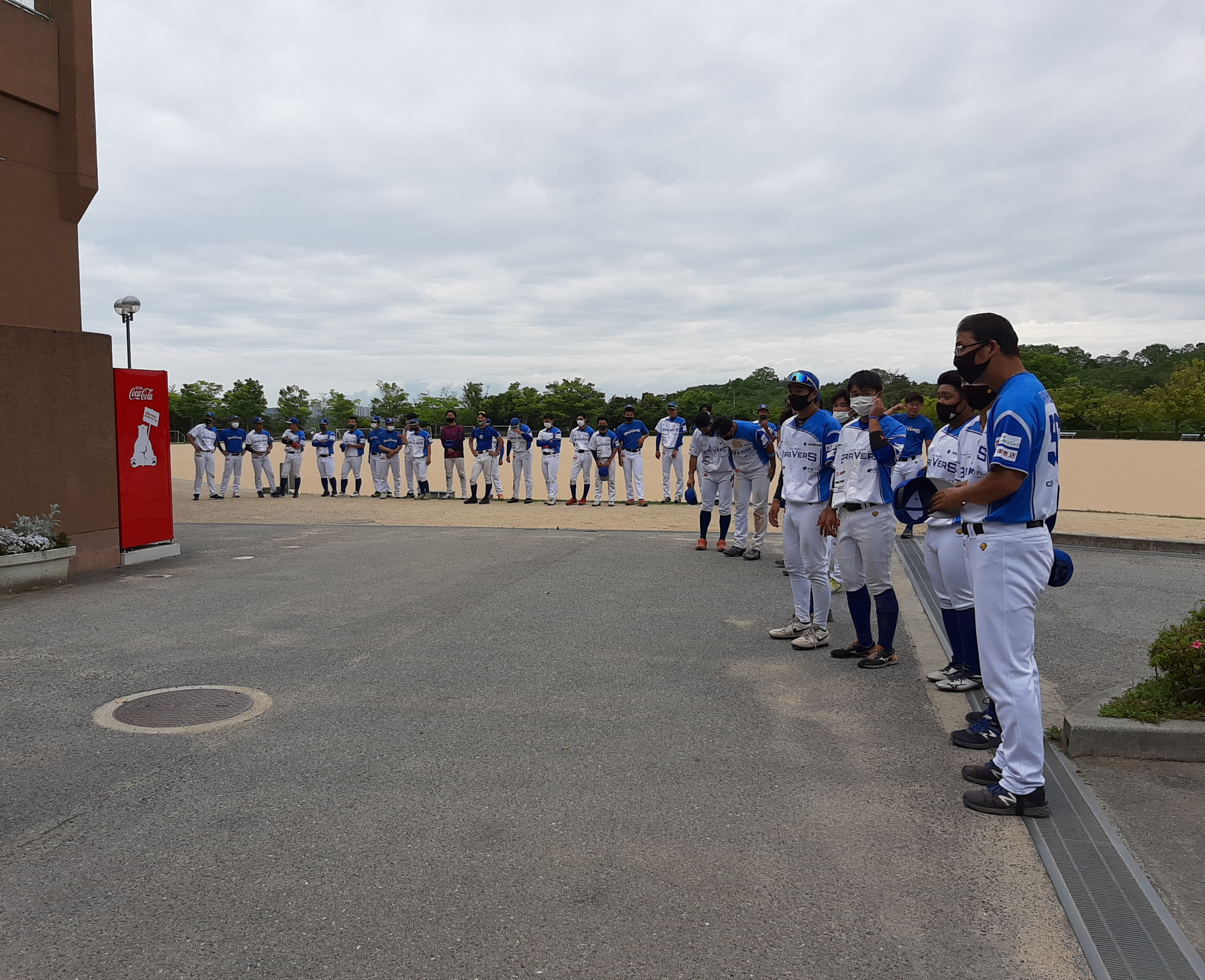
試合後挨拶をする選手、スタッフ

2010年代には学校法人芦屋学園などの他団体と提携をおこない、従来の日本高等学校野球連盟や全日本大学野球連盟の枠に縛られない選手育成をめざした。この方針は、旧関西独立リーグの解散や、BFLと学生野球・社会人野球団体との関係に影響を与えた。
「兵庫ブルーサンダーズ」時代には、地元紙である神戸新聞では見出し等において「ブルサン」と省略される場合があり、球団自体もこの略称を使用していた。

### 開催球場

#### 旧関西独立リーグ時代
| キッピースタジアム | 15 | 8 | 15 | 15 |
| スポーツピア市島   | -  | - | 1  | -  |
| 若あゆランド野球場 | -  | - | -  | 1  |

#### 現・関西独立リーグ時代
本拠地のキッピースタジアムは変わらないが、旧リーグ時代の他の球場（スポーツピア市島と若あゆランド野球場）では開催されていない（市島では2018年に1試合が予定されたが雨天中止となった）。
このほかの開催球場として以下がある。
- 波賀総合スポーツ公園野球場（2014年）
- 兵庫県立三木総合防災公園野球場（2017年 - 2018年、2020年）
- 北神戸田園スポーツ公園野球場（あじさいスタジアム北神戸、2017年 - ）
- 黒田庄ふれあいスタジアム（2020年 - ）
- 西宮市津門中央公園野球場（2022年 - ）
- こうのとりスタジアム（2022年 -  2023年）
- 高砂市野球場（2023年 - ）

後述の通り、あじさいスタジアム北神戸は、2021年のチーム名「神戸三田」の由来の一つだった。また、過去に三木総合防災公園では姫路GoToWORLDが、こうのとりスタジアムと高砂市野球場では旧関西独立リーグの明石レッドソルジャーズが、それぞれ公式戦を実施していた。
2016年と2017年は、9月に島根県隠岐郡西ノ島町で1試合を実施した。2018年にも予定されていたが、雨天中止となった。2019年は当初より日程に含まれず、それ以降も同様である。
2025年の日程では、三木総合防災公園野球場（サムティドリームスタジアム）で5年ぶりに2試合が予定されている一方、前年の開催球場のうち黒田庄では公式戦が設定されていない。またこうのとりスタジアムはホームゲームはないが、姫路イーグレッターズホームのビジターが1試合予定されている。
本拠地のキッピースタジアムでの試合開催日には、三田駅北口からスタジアム入口までの間を結ぶシャトルバスが無料で運行されている（ただし、雨天中止により組まれた代替日などは対象外））。同球場では三田市出身のレゲエグループ「FAT FOOLISH」がスタジアムDJを務める。

## 歴史

### 関西独立リーグ加入まで
旧関西独立リーグに所属していた神戸9クルーズは、2010年シーズン限りで活動を休止した。その神戸の選手の受け皿として新球団を設立。2011年より関西独立リーグへ参入することとなった。10月27日、代表に高下沢、監督に池内豊、コーチに山崎章弘が就任。11月28日にユニフォームを披露。12月23日、市民に対してのお披露目となるファン感謝祭を開催した。

### 旧関西独立リーグ時代

#### 2011年
1月9日に大阪市浪速区で開催された関西独立リーグ代表者会議で参入が正式決定する。
2月7日、春季キャンプをキッピースタジアムで開始する。3月4日、同球場で履正社医療スポーツ専門学校を相手にチーム結成後初の対外試合を行い9-1で勝利した。4月11日から5月までの間、米独立リーグ挑戦中で元神戸9クルーズ選手の吉田えりを練習生として受け入れた。4月12日に関西独立リーグ参入後初の公式戦、スプリングカップ・ソウル・ヘチ戦（キッピースタジアム）を戦い、翌日に行われた2戦目の神戸サンズ戦（紀三井寺）で初勝利をあげた。
5月2日、キッピースタジアムの神戸戦で前期リーグ開幕戦を行い、連敗した後、13日の紀州レンジャーズ戦（キッピースタジアム）でリーグ戦の初勝利をあげる。その後7月3日まで前期リーグ戦を戦い3位となる。続いてサマーカップを戦い、初戦の神戸戦で敗れたが、3位決定戦の大阪ホークスドリーム戦は勝利して3位。
7月25日と8月4日に所属選手2名が恐喝容疑で逮捕された。このことを受けて球団は両名を解雇処分とし、後期リーグに挑んだ。開幕10試合で7勝1敗2分の好成績を収めて首位に立ったが、紀州に3連敗を喫し首位を奪われる。しかし9月9日から8連勝し、9月30日に最終戦となる紀州戦（キッピースタジアム）に9-3で勝利して逆転で後期優勝が決定した。
10月6日から12日にかけて行われた、関西独立リーグチャンピオンシップ(3戦先取)では、前期優勝の神戸に2連敗して窮地に追い込まれたが、第3戦から3連勝して逆転で2011年シーズンの年間チャンピオンとなった。

#### 2012年
1月31日、昨シーズン練習生であった吉田えりが正式に入団。5月3日の紀州戦で先発、5回1失点でリーグ初の女性勝利投手となった。5月24日、米独立リーグへの移籍のため退団した。9月に米リーグとの契約が満了し、兵庫に復帰。
前期・後期とも新加入の06BULLSとの優勝争いとなったが、いずれも僅差で制して前後期制覇（前年からは3期連続）を達成した。年間勝率2位の06BULLSとのリーグチャンピオンシップは、前後期優勝による1勝のアドバンテージがありながら、3連敗を喫して2年連続の年間総合優勝はならなかった。

#### 2013年
監督が池内豊からコーチの山崎章弘に交代する。前期は優勝、後期は2位の成績で、前年に続いて06BULLS（後期優勝）とチャンピオンシップを戦ったが、1勝3敗の成績で再び苦杯をなめた。
シーズン終了後、関西独立リーグから脱退し、BASEBALL FIRST LEAGUEを06BULLSとともに設立する。

### BFL→関西独立リーグ時代

#### 2014年
新リーグ発足初年度は1シーズン制となり、シーズン優勝する。しかし、勝率2位の06BULLSと3年連続の対決となったチャンピオンシップは、0勝2敗と3度続けての敗退となった。このシーズンはシーズン優勝とチャンピオンシップ優勝をそれぞれ表彰した。

#### 2015年
今年度は2シーズン制となる。前期は他2チームを圧して優勝。後期は06BULLSとの争いとなったが前後期優勝を達成した。予定されていたリーグチャンピオンシップが日程の都合で取りやめとなり、後期優勝決定前の10月5日にその時点での成績からリーグが年間優勝チームに認定している。

#### 2016年
4月25日、提携先の芦屋大学にファーム機能を兼ねた野球チーム「インパルス」を設立した。
リーグ戦は、再び1シーズン制となった本年度も9月28日に3年連続となるシーズン優勝を決めた。一方、本年のみ導入されたトーナメントステージ（3回実施）は4位・2位・2位の成績でポイントによる総合順位は2位（姫路と同位）となり、トーナメントステージ首位の06と2年ぶりにリーグチャンピオンシップを戦うことになった。1勝のアドバンテージを持って迎えたリーグチャンピオンシップは、連敗で王手をかけられた後に2勝し、通算成績を3勝2敗として年間優勝を達成した。ポストシーズンゲームでは06に初めて勝利した。
10月20日のプロ野球ドラフト会議で、向谷拓巳が東北楽天ゴールデンイーグルスから、また山川和大が読売ジャイアンツから、いずれも育成選手枠3位で指名された。リーグでは初のNPBドラフト指名者である。
監督の山崎章弘は、リーグに新たに参加する和歌山ファイティングバーズの監督に就任することが10月31日に発表された。11月4日に、後任監督としてコーチの続木敏之の昇格が発表された。
この年5月、元オリックス・バファローズの井川慶が入団する方向にあると報じられた。井川自身もブログで兵庫の施設でトレーニングをおこなっていることを公表し、9月には「ブルーサンダーズの試合で登板できる機会を頂戴できれば」と記したが、シーズン終了まで入団や練習試合での登板の機会はなかった。井川自身は10月時点で「今後もチームは練習試合を予定していますし、そこで登板機会をもらえれば、自分の力を発揮できると思っています」とブログに記していた。シーズン終了後の12月22日、練習生として契約することが発表された。
12月28日、NPB入りが決まった山川和大・向谷拓巳、前監督の山崎章弘、および2016年シーズン中に現役のまま急逝した薬師神真之（背番号27）をそれぞれチームの永久欠番に決定した。

#### 2017年
2月11日、前姫路監督の射手園眞一のコーチ就任を発表。
3月31日、井川慶と選手契約を結んだことを発表した。
9月23日、4年連続となるリーグ戦優勝を達成。10月4日、2位の06とのゲーム差がチャンピオンシップの開催条件となる5.0を上回ることが確定し、年間優勝が決定した。
10月26日、プロ野球ドラフト会議で、田中耀飛が東北楽天ゴールデンイーグルスから5位で指名される。支配下登録枠での指名はリーグ史上初めて。
11月15日、杉尾拓郎ら3選手の任意退団を発表。
11月27日、11月30日付で井川慶が退団することを発表。また3日後の30日には監督の続木敏之が契約満了に伴い退団することを発表した。
12月25日、楽天よりドラフト指名を受けた田中の背番号77を永久欠番に指定。

#### 2018年
2月2日、元阪神タイガースの鈴木伸良の監督就任と、元中日ドラゴンズコーチの加藤秀司のシニアディレクター就任（芦屋大学のチーム「インパルス」監督を兼任）を発表。
この年は新リーグ発足以来続いたシーズン優勝が途切れたが、チャンピオンシップ出場対象となる2位を最終戦で確保した。和歌山とのチャンピオンシップは初戦に逆転負けを喫して敗退。リーグ発足以来初めてタイトルなしに終わった。
11月27日、鈴木伸良が監督を退任し、3年ぶりに山崎章弘が復帰することを発表。
12月7日、2019年より女子硬式野球部を発足させることを発表した。

#### 2019年
1月26日に新体制を発表し、この中で加藤秀司が前年度でシニアディレクターを退任したことが明らかになった。投手コーチには元阪神タイガースの橋本大祐が就任した（橋本は2015年から2軍でコーチを務めていた）。また、前身の神戸9クルーズが三田市に移転して10周年となるのを機に、球団ロゴを変更したと2月1日に発表した。
2月6日、同月2日に無免許運転で現行犯逮捕された代表の高下沢の辞任を発表。後任は同日時点では未定。これに伴い、必勝祈願や新入団選手お披露目会が中止となった。
3月30日、球団運営NPO法人の理事長に、監督の山崎章弘が就任。
10月3日、2年ぶりのリーグ戦優勝が決定。10月15日に06とのリーグチャンピオンシップ初戦に勝利し、2年ぶりの年間総合優勝を達成した。
11月8日、監督の山崎章弘が2020年から読売ジャイアンツの巡回打撃コーチに就任することが発表され、11月13日に退団した。
11月23日に三田市内で2020年体制の発表会と新入団選手のお披露目会を開き、監督に投手コーチの橋本大祐が就任することが公表された。また運営組織の変更をおこない、代表に高下沢が復帰した。お披露目会に、事前に報道機関に対して入団の可能性を伝えた高校生投手（和歌山県立和歌山東高等学校の落合秀市）が「保留している」として姿を見せなかった。

#### 2020年
2月、前年11月の新人選手お披露目会を欠席した落合秀市が新人選手の入団会見に出席し、兵庫からNPBを目指すことを表明した。落合は2020年シーズンは9試合に登板して0勝3敗、防御率6.30の成績で、シーズン終了後に自由契約となった。
3月、運営会社「三田・だ・エスペランサ」の解散に伴い、一般社団法人「兵庫ブルーサンダーズ」が運営をすることとなる。
5月20日の理事会で球団代表の高下沢が退任し、球団社長の川崎大介が代表を兼任することになった。
これ以降高下個人が女子チームを運営することとなる。
公式戦は初代関西独立リーグ以来初となる最下位（4位）に終わる。新型コロナウイルスの感染拡大で開幕が延期となり、実際の開幕までの実戦が1試合にとどまったことに加え、開幕後も相手チームで発生したPCR検査陽性反応のために自主的に2週間活動休止するといった事態にも見舞われた。監督の橋本は「思ったより勝てなかったなという感じだった」とシーズン終了後に述べている。
シーズン終了後の10月30日、新チーム名を募集することを発表した。名称変更は地域密着を進めることや、シーズンで最下位に終わりNPBドラフト指名もなかった結果からの巻き返しを図ることが理由と報じられている。新たな名称に活動拠点である「神戸三田」を含めることが条件で、ユニホームやロゴも合わせて変更する。マスコットやチームカラーは維持する方針だが、後者については名称によっては「臨機応変に対応する」としている。新チーム名については11月18日で応募を締め切り、11月21日のシーズン報告会で発表する予定だったが、チームに新型コロナウイルスのPCR検査陽性判定者が出たために報告会は中止となり、チーム名の発表は延期となった。11月24日に、集められた案から6つの候補に絞って、一般投票により最終決定することが告知された。12月4日に記者会見を開き、投票総数229票中65票を獲得した「神戸三田ブレイバーズ」に決定したことを発表した。なお、公式ウェブサイトやTwitterの球団名称が変更された後の2020年12月16日時点でも、運営団体の名称は「一般社団法人兵庫ブルーサンダーズ」であった。
12月30日、来シーズンから「従来の1軍・2軍の枠を撤廃して、一つのチームとして活動」することを発表した。

#### 2021年
1月4日、公募していた新しいチームロゴを発表。
4月28日、坂本工宜（登録名：工宜）と選手契約を結んだことを発表。
8月19日、選手1名が新型コロナウイルス感染症陽性反応を示したため、翌日の活動を中止すると発表。その後8月24日までに陽性反応者が4人まで増えたため、9月2日まで活動を休止すると発表した。
11月20日、12月1日より球団名を「兵庫ブレイバーズ」に変更することを発表した。この変更の意図について球団側は発表翌日Twitterにおいて「本拠地はあくまで三田市が中心ですが、神戸、西脇、西宮など兵庫県内にご支援が広まっており名称変更をすることとなりました」と説明している。予定通り、12月1日をもって「兵庫ブレイバーズ」に変更された。

#### 2022年
2月1日、久保康友と選手契約を結んだことを発表。
開幕後の7月に、選手が新型コロナウイルス感染症の陽性判定を受けた影響で、7月2日の対和歌山戦と7月5日の対06戦がそれぞれ中止となった。
8月に久保康友が北海道ベースボールリーグの富良野ブルーリッジに期間限定でレンタル移籍した。
10月2日に、監督の橋本、コーチの木村の退団と、選手の山川和大が監督に就任することが発表された。

#### 2023年
1月7日、山上直輝が投手コーチに就任することが発表された。1月23日には前06BULLS監督の桜井広大が打撃コーチに就任したことを発表した。
9月6日、同月1日付で運営法人名を球団名と同じ「一般社団法人兵庫ブレイバーズ」に変更したことを発表した。
12月1日、運営法人が、株式会社化に伴い名称を「株式会社ヒーロー・インタヴュー」に変更。

#### 2024年
前年とは首脳陣に変化がなかった。公式戦は優勝した堺と12ゲーム差の2位に終わったが、リーグではこのシーズン唯一堺から勝利を収めている。

## 成績

### 旧関西独立リーグ

#### リーグ戦
| 年度 | 期 | 監督     | 順位 | 試合 | 勝利 | 敗戦 | 引分 | 勝率 | ゲーム差  |
| ---- | -- | -------- | ---- | ---- | ---- | ---- | ---- | ---- | --------- |
| 2011 | 前 | 池内豊   | 3    | 24   | 12   | 11   | 1    | .522 | 3.0       |
| 2011 | 後 | 池内豊   | 1    | 24   | 17   | 5    | 2    | .773 | （注）0.5 |
| 2012 | 前 | 池内豊   | 1    | 32   | 20   | 9    | 3    | .690 | （注）1.5 |
| 2012 | 後 | 池内豊   | 1    | 32   | 18   | 8    | 6    | .692 | （注）2.0 |
| 2013 | 前 | 山崎章弘 | 1    | 32   | 18   | 11   | 3    | .621 | （注）3.5 |
| 2013 | 後 | 山崎章弘 | 2    | 31   | 13   | 16   | 2    | .448 | 8.0       |

（注）2位とのゲーム差

#### チャンピオンシップ
- 2011年 - 年間総合優勝（3勝2敗：対戦は神戸サンズ）
- 2012年 - 1勝3敗（対戦は06BULLS） ※前後期優勝で1勝分のアドバンテージがあったが敗退。
- 2013年 - 1勝3敗（対戦は06BULLS）

#### カップ戦
スプリングカップ
- 2011年：3位（1勝2敗1分）

サマーカップ
- 2011年：3位

### BFL→関西独立リーグ

#### リーグ戦
| 年度 | 期 | 監督     | 順位 | 試合 | 勝利 | 敗戦 | 引分 | 勝率 | ゲーム差   |
| ---- | -- | -------- | ---- | ---- | ---- | ---- | ---- | ---- | ---------- |
| 2014 | 全 | 山崎章弘 | 1    | 35   | 20   | 9    | 6    | .690 | （注）2.5  |
| 2015 | 前 | 山崎章弘 | 1    | 23   | 17   | 5    | 1    | .773 | （注）7.0  |
| 2015 | 後 | 山崎章弘 | 1    | 22   | 16   | 5    | 1    | .762 | （注）3.0  |
| 2016 | 全 | 山崎章弘 | 1    | 36   | 25   | 10   | 1    | .714 | （注）4.0  |
| 2017 | 全 | 続木敏之 | 1    | 36   | 24   | 9    | 3    | .727 | （注）10.5 |
| 2018 | 全 | 鈴木伸良 | 2    | 33   | 15   | 17   | 1    | .469 | 4.0        |
| 2019 | 全 | 山崎章弘 | 1    | 45   | 23   | 15   | 7    | .690 | （注）0.5  |
| 2020 | 全 | 橋本大祐 | 4    | 27   | 9    | 17   | 1    | .346 | 9.0        |
| 2021 | 全 | 橋本大祐 | 3    | 48   | 21   | 22   | 5    | .488 | 2.0        |
| 2022 | 全 | 橋本大祐 | 4    | 48   | 15   | 30   | 3    | .333 | 21.5       |
| 2023 | 全 | 山川和大 | 4    | 48   | 22   | 24   | 2    | .478 | 7.5        |
| 2024 | 全 | 山川和大 | 2    | 50   | 32   | 15   | 3    | .681 | 12.0       |

（注）2位とのゲーム差
※2014年はレギュラーシーズン優勝チームとしての年間優勝。
※2015年はリーグチャンピオンシップを実施せず、後期優勝決定前に年間優勝チームに認定。
※2017年はリーグ規定（2位とのゲーム差が5.0を上回る場合はリーグチャンピオンシップを開催せず）により年間優勝決定。
※2024年は淡路島ウォリアーズがシーズン途中でリーグ戦不参加となったことに伴い、未消化だった4試合が不戦勝扱いとなった。

#### トーナメントステージ
| 年度 | 第1回 | 第2回 | 第3回 | 総合 |
| ---- | ----- | ----- | ----- | ---- |
| 2016 | 4位   | 2位   | 2位   | 2位  |

#### チャンピオンシップ
- 2014年 - 0勝2敗（対戦は06BULLS）
- 2016年 - 優勝（3勝2敗：対戦は06BULLS）※1勝はリーグ戦優勝によるアドバンテージ。
- 2018年 - 0勝2敗（対戦は和歌山ファイティングバーズ。和歌山はリーグ戦優勝によるアドバンテージ1勝含む）
- 2019年 - 優勝（2勝0敗：対戦は06BULLS）※1勝はリーグ戦優勝によるアドバンテージ。

## 女子野球チーム
兵庫ブルーサンダーズ時代の2019年に女子硬式野球チームを発足させた（関西女子硬式野球野球リーグへの参加は2020年2月）。この女子チームは男子チームと異なり名称を変更せず、現在は女子チームの名称として「兵庫ブルーサンダーズ」が使用されている。なお、2021年からは女子チームの運営は分離されており、2021年12月には関西独立リーグ及び兵庫ブレイバーズ公式ホームページで「一般社団法人兵庫ブルーサンダーズが現在運営している球団は、「兵庫ブレイバーズ」のみ」「一般社団法人兵庫ブルーサンダーズと女子硬式野球チームの「兵庫ブルーサンダーズ」とは、無関係です」と明言されている。

## 他団体との連携

### 芦屋学園関係
学校法人芦屋学園と提携活動をおこなってきた。2011年11月24日、芦屋大学と教育提携を結ぶことを発表。同大学の学生を2軍選手として受け入れた。2013年10月には芦屋学園高等学校が2014年に発足させる野球部を日本高等学校野球連盟非加盟として当球団の3軍とする構想が明らかになった。この構想に対しては、関西独立リーグの木村竹志代表が、アマチュア野球界からリーグが孤立することを危惧して反対し、リーグ分裂・全球団脱退に至った。芦屋学園高等学校の野球部は予定通り2014年4月に発足した。また、前記の通り2016年4月25日に、芦屋大学にファーム機能を兼ねたチーム「インパルス」を設立している。
BASEBALL FIRST LEAGUE設立後も芦屋大学在学中の選手が所属していたが、プロ野球ドラフト会議での扱いについては「大学生」という身分が独立リーグ所属という立場よりも優先し、次年度を迎えるまでに卒業予定がない場合は指名対象にならないとの見解が2014年に日本野球機構（NPB）側から示されたと報じられた。このとき、ドラフト指名対象外となった山川和大は次年度が卒業予定となる2016年のドラフト会議で、読売ジャイアンツから育成3位で指名を受けた。
また、社会人野球の統括団体である日本野球連盟も芦屋学園との関係を問題視し、BFLとの間では「加盟外チームとの対戦」を可能にする協定書の締結をおこなっておらず、元リーグ所属選手の扱いについても他の独立リーグと格差を設けている（関西独立リーグ (2代目)#日本野球連盟との関係も参照）。
一方、2016年の山川に続き、2017年にはやはり芦屋大学に在籍する田中耀飛が支配下登録枠でのドラフト指名を受け、「兵庫に所属する芦屋大学の選手」が2年連続でNPBドラフトで指名された。
2022年時点では、芦屋学園とはスポンサー契約はしているものの、2・3軍への在学生受け入れは「停止状態」、あるいは「提携は解除した」と報じられている。

### 教育機関（芦屋大学以外）
2017年11月7日、向陽台高等学校の通信制課程の生徒による育成チームを発足させることを発表した。ただし、本件に関しては続報がない。
2018年12月20日、KTCおおぞら高等学院との教育提携事業を発表。

### 他の野球団体
2013年7月22日、ウガンダ野球連盟と提携を結ぶことを発表。この年にはワフラ・ポール（外野手→投手）、翌年にはオケロ・ベナード（内野手）と契約している（ともにウガンダ人）。ワフラ・ポールは2004年にアフリカ野球友の会によって行われた野球普及行事で来日している。
前記の通り、北海道ベースボールリーグの富良野に2022年に久保康友がレンタル移籍した。2023年3月15日、同リーグに当年度から参入する旭川ビースターズとの間でパートナーシップ協定を締結したと発表した。

### 自治体
2013年6月12日、三田市とパートナーシップ協定を結ぶことを発表。三田市とのパートナーシップは2020年12月16日に「スポーツを通じたまちづくりなどに関するパートナーシップ協定」に更新されている。
2022年3月16日、西脇市との連携協定締結を発表。

## マスコット
モーダくん
三田市のマスコットであり、城山公園野球場の愛称にもなっているキッピーとは親友である。

## 応援歌
2016年8月、三田市出身の兄弟グループ「ちめいど」による応援歌が作られた。
2021年7月、神戸市出身の元高校球児の4人組レゲエバンド「MACKJACK」による応援歌が作られた。

## 応援団
高次応援団
三田市高次の住民が中心となり結成

## 中継
テレビ放送はないが、インターネットラジオ「レディオバルーン」にて一部主催試合の中継を行っている。

## CM出演
大正製薬のリポビタンDのテレビCM（2015年4月オンエア）に、当チームの選手が登場した。